# Pecado mortal

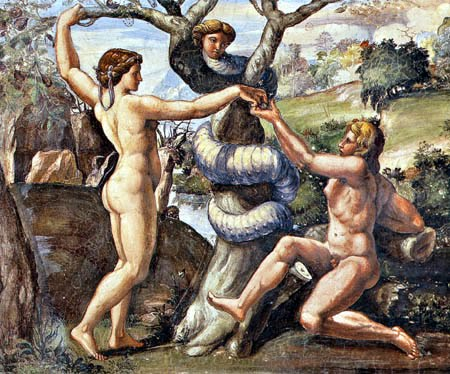
Pecado Original de Adão e Eva: O primeiro pecado mortal.

Um pecado mortal (em latim: peccatum mortale), na teologia católica, é um ato de caráter gravemente pecaminoso que retira o ser humano do estado de graça santificante até o momento em que ele se confesse e peça o perdão, com arrependimento genuíno. 
Três condições devem ser reunidas para que um pecado seja mortal: "Pecado mortal é aquele cujo objeto é matéria grave e que também é cometido com pleno conhecimento do caráter pecaminoso do ato, com consentimento suficientemente deliberado para ser uma opção pessoal." Um pecado é de matéria grave quando fere gravemente um dos Dez Mandamentos da Lei de Deus e/ou um dos Cinco Mandamentos da Lei da Igreja. 

## Definição de pecado
'Pecado' é um termo utilizado para a transgressão ou para qualquer violação deliberada da vontade de Deus. A doutrina do pecado é valiosa para o Cristianismo, já que uma de suas doutrinas principais é sobre a redenção em Cristo, Jesus. Por uma definição resumida pelo Catecismo da Igreja Católica, o pecado
"Foi definido como uma palavra, um ato ou um desejo contrário à lei eterna"
Em outras palavras, refere-se também, na definição do que seria um pecado, a causa de um ser humano o haver cometido. Lista-se algumas dessas definições:
O pecado é «o amor de si próprio levado até ao desprezo de Deus» (Santo Agostinho)
«O pecado é um afastamento da ordem da razão e da ordem do amor a Deus.» (São Tomás de Aquino)
«O pecado é uma forma de escravidão que torna o homem servo de suas paixões.» (São João Crisóstomo)
«O pecado é o apego desordenado às criaturas, que impede a alma de alcançar a união com Deus.» (São João da Cruz)

## Graus de pecado
Conforme a doutrina dogmática da Igreja Católica, é sabido que existe uma grande variedade de pecados e, apesar de todos serem uma ofensa a Deus, estão separados em diferentes graus. As Sagradas Escrituras trazem várias listas e descrições. São Paulo, na Carta aos Gálatas, diz que: "as obras da carne são manifestas: fornicação, impureza, libertinagem, idolatria, feitiçaria, ódio, rixas, ciúmes, ira, discussões, discórdia, divisões, invejas, bebedeiras, orgias e coisas semelhantes a estas, a respeito das quais eu vos previno, como já vos preveni, os que tais coisas praticam não herdarão o Reino de Deus"

O pecado, conforme sua gravidade, pode ser dividido em pecado mortal, ou em pecado venial. Por pecado venial entende-se aquele ato que não separa o homem totalmente de Deus, mas que o fere dessa comunhão: 
Comete-se um pecado venial quando, em matéria leve, não se observa a medida prescrita pela lei moral ou quando, em matéria grave, se desobedece à lei moral, mas sem pleno conhecimento ou sem total consentimento. Já o pecado mortal, por sua vez, atenta gravemente contra o amor de Deus, desviando o ser humano de sua finalidade última e da bem-aventurança.

## O que ocorre com quem peca mortalmente?
Na prática, o que um pecado mortal pode fazer com a pessoa que o comete? O mesmo Catecismo ensina que:
"O pecado mortal é uma possibilidade radical da liberdade humana, como o próprio amor. Acarreta a perda da caridade e a privação da graça santificante, isto é, do estado de graça. Se este estado não for recuperado mediante o arrependimento e o perdão de Deus, causa a exclusão do Reino de Cristo e a morte eterna no inferno, já que nossa liberdade tem o poder de fazer opções para sempre, sem regresso. No entanto, mesmo podendo julgar que um ato é em si falta grave, devemos confiar o julgamento sobre as pessoas à justiça e à misericórdia de Deus."
Isso significa que, segundo a doutrina da Igreja Católica, esse pecado destrói a caridade, priva-nos da graça santificante e conduz-nos à morte eterna do Inferno, se dele não nos arrependermos antes de nossa morte.

## Perdão pelo pecado mortal
Pelo sacramento da penitência (confissão) e do batismo, todos os que se encontram em pecado mortal podem receber o perdão de Deus, pois, o sacramento do batismo e o sacramento da confissão possuem o caráter de sacramentos de cura. Porém, assim como nos demais sacramentos, existem condições para que a confissão, ou para que o batismo sejam válidos. 
Caso o penitente não disponha das condições necessárias para a validade do sacramento, o sacramento será considerado como "nulo", ou seja, que nunca chegou a ocorrer verdadeiramente.

## Validade da confissão

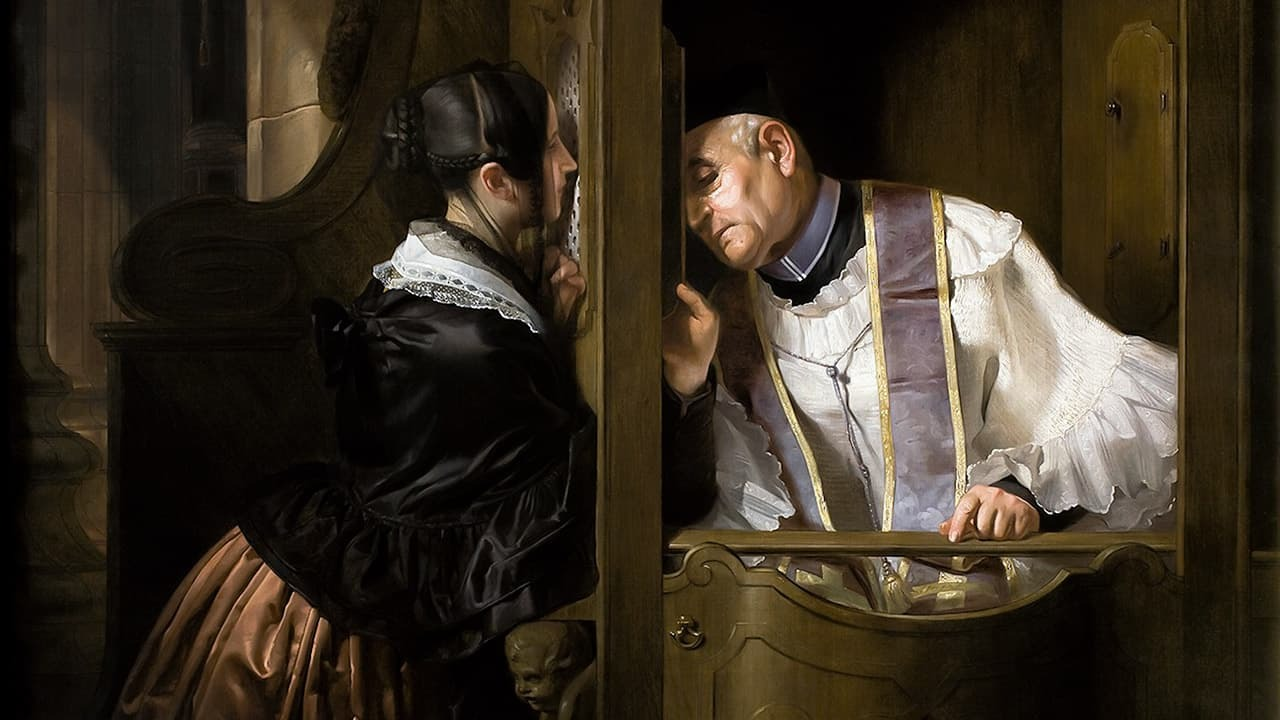

As condições para que uma confissão seja válida compõem três partes, sendo elas: a matéria, que seria o penitente arrependido dos pecados cometidos; a forma, que é a fórmula da absolvição; e o ministro validamente ordenado que recita a fórmula da absolvição, em voz alta, ou, silenciosamente.